# Campo di concentramento di Bredtvet
Il campo di concentramento di Bredtvet, presso Oslo, era un lager istituito durante l'occupazione nazista della Norvegia.
Come il campo di concentramento di Falstad, era stato pensato originariamente come un collegio pubblico, ma nell'autunno del 1941 le autorità naziste lo trasformarono in un campo di concentramento.